# Château d'Issards
Le château d'Issards est un château situé à Autry-Issards, en France.

## Localisation
Le château est situé sur la commune d'Autry-Issards, dans le département de l'Allier, en région Auvergne-Rhône-Alpes.

## Description
Le château comprend une partie ancienne (tour et escalier d'honneur accolé), datant de la fin du XVe siècle, et une partie construite entre 1862 et 1870 par l'architecte Jean Moreau (1828-1899) pour le comte Louis Gabriel Carré d'Aligny. 

## Historique
Le fief d'Issards est attesté dès le XIIIe siècle. La famille de Murat le possède aux XVe et XVIe siècles. Il passe par mariage à la famille de Dreuille.
L'édifice est inscrit au titre des monuments historiques en 2001.